# 冠星
冠星（英語：Glycine）是一家於1914年成立，位於瑞士比爾的鐘錶製造商，至今主要製造自動機械錶。它以1953年推出的Airman系列而聞名。這一系列的手錶，因配有格林威治標準時間24小時的錶盤及旋轉錶圈，受到軍方和商業飛行員的青睞。在越南戰爭期間，許多美國空軍飛行員穿著此系列的手錶。太空人皮特·康拉德也在1965年執行雙子星座5號任務時穿帶此系列的手錶。

## 歷史
瑞士鐘錶匠Eugène Meylan於1914年創立冠星，最初專門設計和製造女士腕錶的機芯，並於30年代期間推出獨創的自動機械錶，也在隨後推出精密手錶。隨著長途航空旅行的成熟發展，冠星於1953年推出Airman錶，以滿足飛行員的需求。
最初的Airman錶具有日曆功能、格林威治標準時間24小時的錶盤及旋轉錶圈、錶盤上也記號著AM、PM和Noon。迄今，冠星的Airman系列有包括配備GMT、日期放大鏡、計時碼錶、或12小時的手錶款式。
2016年，冠星加入英威塔錶集團。

## 手錶款式

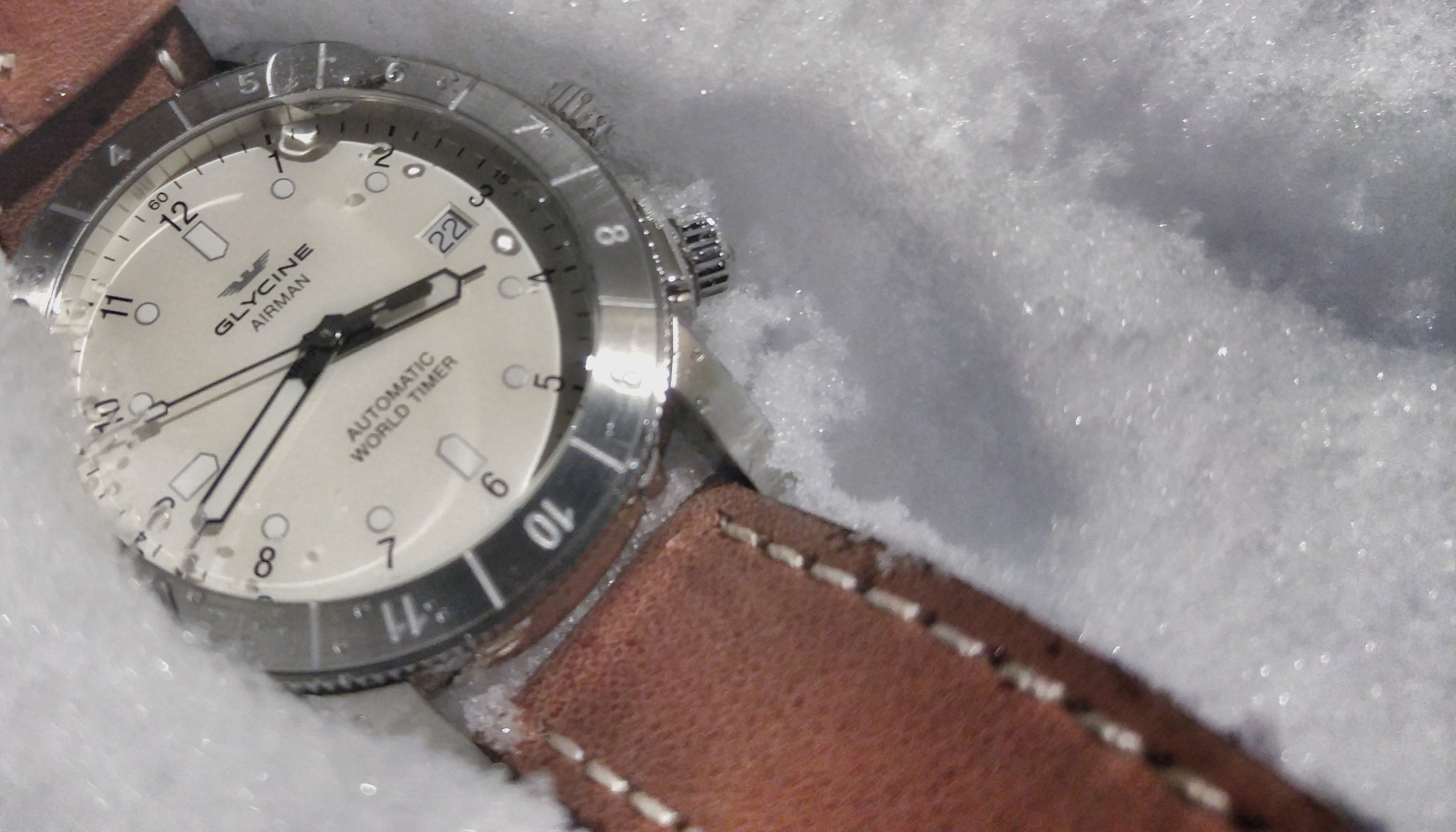
冠星Airman 42 "Double Twelve" GL0061錶。

當今，冠星有五種款式，皆是以航空或軍事為主題：
- Airman
  - 1953年推出
- Combat
  - 1967年推出
- KMU 48
  - 1999年推出
  - 德語：，意思是海軍錶
- F 104
  - 2002年推出
  - F-104星式戰鬥機為命名
- Incursore
  - 2011年推出
  - 義大利語： ，意思是入侵者